# August Mirbach

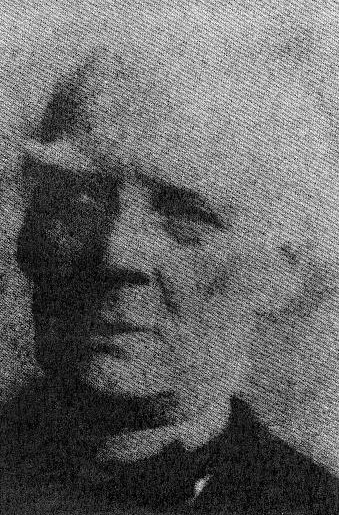
August Mirbach

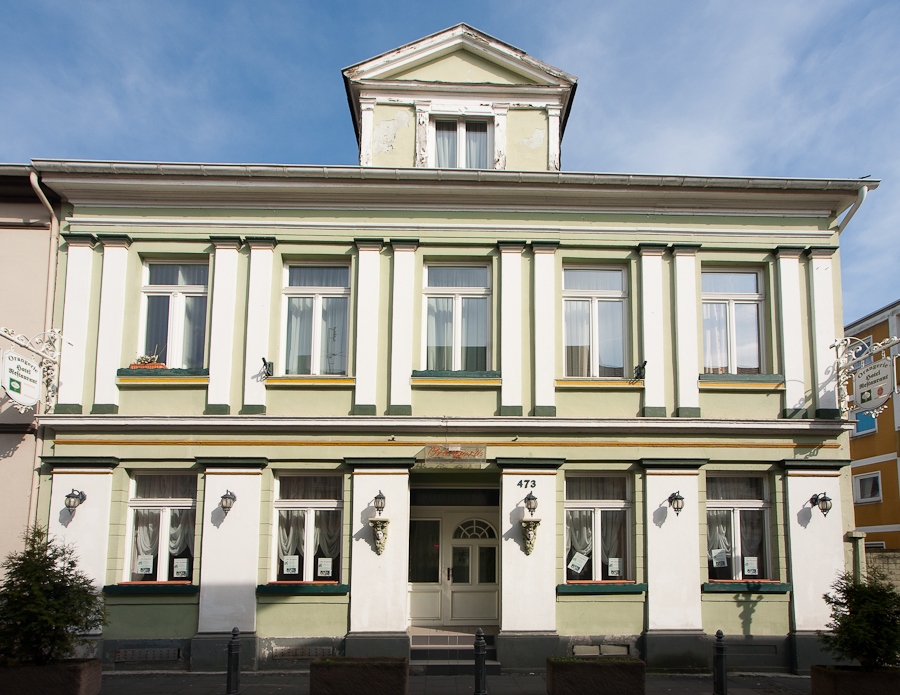
Mirbachs Amtssitz in der Hauptstraße 473

August Mirbach (* 5. Januar 1808 in Königswinter; † 15. März 1891 ebenda) war ein deutscher Politiker und von 1841 bis 1890 Bürgermeister von Königswinter.

## Leben
Mirbach war das jüngste Kind von Johann Urban Mirbach und Anna Maria, geb. Drach. Er war mit Sybilla Bechern verheiratet. Die Töchter Maria (1847–1937) und Margarethe (1852–1898) leiteten von 1878 bis 1880 vertretungsweise die Höhere Mädchenschule in Königswinter.
Am 6. März 1841 wurde Mirbach zum Bürgermeister von Königswinter ernannt. Seine Amtsgeschäfte führte er in dem von ihm erbauten Haus Hauptstraße 473 (nachmals Hotel und Restaurant „Im Alten Rathaus“). Im Alter von 82 Jahren und nach nahezu 49-jähriger Amtszeit trat Mirbach im Februar 1890 vom Amt des Bürgermeisters zurück – ein Jahr vor seinem Tod. Er wurde auf dem Friedhof Am Palastweiher beigesetzt, wo sich seine Grabstätte bis heute erhalten hat.

## Auszeichnungen und Ehrungen
- 1888: Roter Adlerorden
- 27. Februar 1890: Ehrenbürger von Königswinter
- Die Mirbachstraße in Königswinter wurde nach ihm benannt